# エルエス
エルエス（LS）は20世紀後半に存在した日本の模型メーカーである。
プラモデル黎明期から連なる老舗。1992年（平成4年）に倒産した。

## 概要
創業は1946年（昭和21年）、創業時の社名はサンライト科学模型製作所。1954年（昭和29年）に製作したロゴはSがLに絡まるデザインで、読みも当初は「エスエル」だった。
戦前、グライダー製造メーカーの前田航研工業（福岡）で設計をしていた創業者・木村貫一が、戦後福岡で興した科学教材製造販売会社が前身。当初は廃品の銅線等で製作したマグネットモーターなどを取り扱い、ライトプレーン解禁後は名機といわれた「スカイホース」を設計・製造・販売して爆発的な売り上げを記録した。
1950年（昭和25年）に拠点を京都に移し「木村商店」と改名。1951年（昭和26年）に至り、岐阜に拠点を移して「木村滑空機研究所」と再改名した。岐阜を選択したのは当時の主力製品であるライトプレーン用の檜材、翼用の和紙の産地に近かったため。また、この時期には模型のみならず、実機の複座グライダーである「KK101」も開発・製造している。
1954年、東京科学工業（現マブチモーター）の01モーター発売に対応して、中型、小型の電動艦船模型キットを次々と発売し、ライトプレーンと並ぶ主力商品となった。この艦船模型シリーズよりSとLを組み合わせたロゴを使い始めている。
プラモデルに参入したのは、1961年（昭和36年）の秋に発売された1/75スケールの航空機モデル、「彗星12型」から。なお、本来の表記は「一二型」だが、エルエスに限らずプラモデルでは「2式」や「1型甲」のように型式名にアラビア数字を用いることが多い。
翌年に発売された『航空情報』において、「国産プラモデルとして海外製品と遜色ない製品が出てきた」と評されている。
しかし、プラスチックモデルへの転換が遅れたことも原因となって資金繰りが悪化、「木村滑空研究所」は閉鎖・廃業となった。
翌年、株式会社エルエス研究所（後に株式会社エルエスと改名）(岐阜市西城)を立ち上げ、プラスチックモデル専業メーカーとして再出発した。社名は木村滑空時代のロゴが、Lが目立つデザインのため、エルエスと誤読され、それが一般化したため、株式会社移行に際して正式に社名をエルエスとした。
彗星に続いて「隼」・1型、2型、「零戦」・21型、52型、「2式水戦」と1/75でのキットを開発したのち、国際標準縮尺の1/72で「96陸攻」、「飛龍」 / 「靖国」、「キ109」、「97司偵」などの他社が手がけないユニークなキット群を発売した。初期の1/75シリーズも、表記は1/72に変更された（後述）。航空機のほか、自動車や1/1銃器類のプラモデルのメーカーとしても知られるようになる。
1980年代中頃に参入したキャラクターモデルの失敗と、同年代後半に銀行の勧めで岐阜駅近くに新工場を建設した資金負担が重荷となり、バブル崩壊による金融機関の貸し剥がしのため、経営に意欲を失ったことが原因で1992年（平成4年）に倒産した。
倒産の一年前には一部幹部による社内分裂があり、後継者にも恵まれなかったことなども原因とされている。
倒産後、航空機模型やノスタルジックカーを題材とした末期の人気シリーズである「1/32 オーナーズクラブ」を初めとする自動車模型の金型の多くは有井製作所（現・マイクロエース）に引き継がれ、一部のキットは生産と販売が継続されている。

## 主な製品

### 航空機
前述の通り、プラモデルに参入した当初から発売している。
初期の航空機キットは彗星艦爆、隼、零戦など、旧日本軍の機体が中心だった。『航空情報』別冊『プラモガイド1966』巻末の国産主要キット一覧では9種類、広告では12種類が記載されており、スケールはすべてが1/75となっている。なお、広告に記載されていた一式陸攻は未発売に終わっている。
当初は1/75で開発されていたが、その後1966年発売の96陸攻より1/72を採用した。旧1/75は1/72クラス、純1/72は1/72スケールと箱に表示していた時期もある。彗星については翼幅を1/72に修正、併せて機首を分割して空冷エンジン搭載型にも対応させたため、初期の形態のものは絶版になった。年代によって箱替えが行われ、商品名の表記に違いがある。
オイルショック以降1/144という小スケールの航空機キットに主力製品をシフトする。製品が100円前後という安価でありながら、ディテールを精密に再現していたため「技術のエルエス」と謳っていた。1970年代に商品箱には「技術とアイディアのLSモデル」と記されている。
なお、一説によれば「技術のエルエス」のフレーズはそれ以前の1/75〜1/72の商品でも謳われていた可能性がある。

### キャラクター（マスコミ）モデル
ガンダムプラモの空前のヒットから、キャラクターキット開発ブームが起こる。1983年にはイマイと共同でテレビアニメ『機甲創世記モスピーダ』のプラモデルを発売、キャラクターモデルに参入する。翌1984年には有井製作所を合わせた3社で『超攻速ガルビオン』・『超時空騎団サザンクロス』を展開。しかし、どの番組も打ち切りで終了、商品の売れ行きは芳しくなかったとされる。
キャラクターモデル市場からはわずか1年ほどで撤退。しかし、プラモデルの金型は数千万円規模の費用を要するために、ブームを当て込んだキャラクターモデルへの参入とその失敗は、老舗メーカーの経営基盤を揺るがすには充分だった。

### 銃器類
1970年代はプラモデルメーカーの倒産吸収が多数あり、金型は移っていた。エルエスも1975年頃から、松尾社という倒産したメーカーの金型を元にした1/1拳銃のプラモデルのシリーズを発売。
松尾社時代の物はカートリッジ内のスプリングで弾頭を発射出来るようになっていたが、機構的にはかなり無理があり、エルエス版では削除されている。またそれ以外でも、初期の物は国産モデルガンのコピーが主であり、オリジナル設計といえるものは1980年のコルトディティクティブ（コブラ）やオートマグ以降である。加えて、「プラモデル」とは言っても、実際は負荷の掛かる部品のみABS樹脂製で、他の部品はスチロール製だった。
これらがヒットし、銃器のディスプレイモデルメーカーとして一躍知られることとなる。
但し、弾丸発射機構が無かったためにプレイバリューは低かった。前記の通り松尾社版の発射方式が不安定だったこともあり、もともとスケールモデルのメーカーのエルエス社内では発射機構を持たせてまで商品化することに躊躇していた。
1980年代前半、ABS製モデルガンが毎月1種は新製品が出るという状況になっていた。エルエス製プラモデルガンは発火方式を選ばなかったためにスケールモデル的アプローチしか残されておらず、M-16やAKMといった小銃をも発売した。しかし、ディスプレイモデルで5,000円前後と高額化する一方で樹脂製パーツの持つしなりを解決できず、動作面や強度面の問題により人気商品とはならなかった。
ツヅミ弾を発射可能な模型拳銃やプラ製ブローバックエアーソフトガンが人気を博した1984年頃、エルエスもプラモデルガンからエアソフトガンキットやガスガン完成品を販売することになる。エルエスにとって幸か不幸か、フルオートガスガンがまだ低価格化されなかった頃に、連射可能なポンプアクションのM-16がサバイバルゲーマーを中心に使用された。その結果、後々銃器類中心に開発が偏っていく事となった。
1980年代後半、エルエスの元専務により立ち上げられたMMCという会社が同じエアーソフトガンに参入し、競争が激化した。
特に両社のフルオートユニットは構造的に類似性が多く、M-16系、L-85系、アクセサリー系など、販売時期も重なっていた。
エルエスのモデルはモデルガンより安価で、実銃に忠実な内部構造を再現していたと良く言われているが、生産期間が長い事から、製品としての出来具合や再現度にはばらつきがある。

### 自動車
主に1/20、1/24、1/32の各スケールにおいて開発が進められた。初期には1/24が中心であったが、1980年代半ば以降はカーモデルの代表シリーズである1960年代の名車を集めた1/32「オーナーズクラブ」シリーズを展開し、国内外の名車を製品化した。
チョロQブームでプルバックぜんまい玩具のような模型が流行った際、エルエスも参戦している。巡航ミサイル・トマホークをディフォルメした「とんまホーク」「トマトホーク」、ICBM とその運搬車を元にした「愛CBM」など、モデルアップしたアイテム選択とネーミングセンスには一種独特のものがあった。
また、1980年代後半には、型が旧い車種の模型に中古車屋の値札シールをつけて販売したり（1988年頃）、電磁植毛で座席とマットを毛皮調にしたりしたエレガントカーシリーズと金華山シリーズ（1985年頃）、更には車体を塗装済み、フィギュアを付属したよろしくメカドックシリーズのキャラクター物（1984年末、有井製作所と共有）を発売して既存の金型を使い新製品を出すなど、アイディアにあふれた商品が多かった。1990年頃は「アーバンコレクション」と名を改めた後、会社の解散を迎えた。
また、末期にはミニ四駆ブームに迎合、類似商品「がんばれ！よんくまん」シリーズを発売。キットの出来・デザイン・パッケージイラスト・オマケの漫画（絵が稚拙で、何故か軒並み封入されている車種が負ける内容）等々、一部の好事家の間で伝説と化している。単三電池が3本搭載可能なのが最も特徴的な点である。

### 鉄道関連
1975年前後には、ぜんまい動力の蒸気機関車を数種出している。変り種としては、筑波科学万博にあわせてリニアモーターカーのプラモデル（ぜんまいディフォルメ）などだしている。このシリーズの「新幹線」のディフォルメゼンマイモデルが、エルエスとしての最後の鉄道模型とされる。

### 戦車
1960年代半ばに1/50スケールで97式中戦車等の日本戦車4種をモデル化した。後にM4シャーマン等の外国戦車も加わり、一部は70年代後半までカタログに掲載されていた。
ミリタリー物としては他に、オーナーズクラブの1/32フォルクスワーゲン・ビートルのキットをベースにしたタイプ82に、ドイツ女性補助隊員のメタルフィギュアを付属した物の販売が予告されていたが、発売前に会社が倒産、幻のキットとなった。

### SF物
日本のプラモデルは、欧米などスケールモデルを中心に発展したのではなく、戦後の花形輸出産業のブリキ玩具の流れを汲む、ギミック込みの組み立て玩具のプラモデル化として発展した面が強い。エルエスも1970年代前半までは、オリジナルSFメカを多数出していた。ただし、これらSFオリジナルメカは、消費者の嗜好の移り変わりにより、イマイ科学のマスコミ物の流行とともに消えていくことになる。

### 船舶関連
前身の「木村滑空研究所」時代の1954年より木製キットを多数開発し、静岡系メーカーに先んじて東京科学（マブチモーター）の01モーターを使った各種キットを発売した。統一縮尺の概念を導入した先駆者で、1956年当時のキット数は30点以上で田宮模型の12点を遙かに凌駕していた。元グライダー設計者だった社長の木村寛一が自ら組み立て説明書の図面と解説を署名入りで執筆している。1960年には遅ればせながらプラスチックモデルへの移行を図り、1/1000の「大和」「武蔵」「信濃」や1/700の重巡シリーズを開発する計画だったが、資金繰り悪化により閉鎖となって計画は頓挫した。
1963年よりエルエス研究所として再生し、モーターボートの「フレンドシップ」「サリー」「PT-109」などをリリース。1970年代には、モーターボートや、ボートとキャリーをセットしたモデルを数種類だしていた。また別売りで、マブチ製モーター内蔵のモーターボート用船外機も販売している。
1980年代には、ディフォルメのモデルとしてサンフラワー号や空母エンタープライズを商品化するとともに、ニチモを退社した名設計者森恒英によって、新資料による艦尾形状を業界として初めて再現した1/600の戦艦大和、武蔵も発売した。これらがエルエスの最後の水物模型とされる。大和、武蔵の金型は航空機の金型とともに有井製作所（現マイクロエース）に移管されたという説があるものの、現在所在は不明である。

### 銃器類以外の1/1モデル
エルエスはガン以外でも1/1スケールモデルが得意分野だった。
プラモデルならばなんでも売れたというプラモデル黎明期の1960年代半ばには「勲一等旭日大綬章」等の日本の勲章の模型を発売していた。
また模型専門誌の広告において、NHK大河ドラマ『独眼竜政宗』の眼帯が掲載されたことがある。ただし発売されたかは不明。
他にも、手榴弾や発煙手投げ弾、銃剣、アサルトナイフ、スコープ等も模型化している。ただしこれらはM-16ライフルの付属品だったものの別売など、流用が含まれる。
なお、手榴弾・手投げ弾のモデルは他社からも出ている。エルエス製の物は飽くまでもディスプレイモデルであり、「BB弾をばら撒く」「ゼンマイ動力で歩く」等の他社製品がエルエス製と勘違いされる事もある。